# Intel 4004
Der Intel 4004 ist ein 4-Bit-Mikroprozessor des Mikrochipherstellers Intel, der am 15. November 1971 auf den Markt kam. Er gilt als der erste Ein-Chip-Mikroprozessor, der in Serie produziert und am freien Markt vertrieben wurde. Meist wird er auch als erster Mikroprozessor überhaupt bezeichnet, was aber nicht richtig ist, da bei Texas Instruments bereits 1968 ein Mikroprozessor als Auftragsarbeit entwickelt wurde, der aber nie in Serie ging.
Heute zählt der 4004 zu den begehrtesten Objekten für Chip-Sammler. Am seltensten ist der C4004 in weißer Keramik mit Goldkappe und sichtbaren Leiterbahnen („grey traces“).

## Entwicklung

Intel 4004: Funktionsblockschaltbild

Der Intel 4004 wurde 1969 von der japanischen Firma Busicom zunächst für neuartige Rechenmaschinen bei Intel in Auftrag gegeben und war 1971 funktionsfähig. Busicom verfügte bereits über sehr viel Erfahrung mit elektronischen Rechnern, suchte aber einen Partner, der die Halbleiter noch dichter auf einen Chip integrieren konnte. Intel war damals einer der Hersteller mit der größten verfügbaren Integrationsdichte. Das erste Modell mit Intel-Mikroprozessor war der Busicom 141-PF.
Intels Mitarbeiter Ted Hoff formulierte 1969 die architektonische Idee, nahm aber nicht an der Entwicklung des ersten Mikroprozessors teil. Federico Faggin kam 1970 von Fairchild (wo er 1968 die Silizium-Gate-Technik entwickelt hatte, eine Prozesstechnologie für MOS-Feldeffekttransistoren mit Polysilizium-Gate), zu Intel, um die Entwicklung zu beaufsichtigen und den 4004 zu entwerfen. Faggin war sehr vertraut mit Computerarchitektur, denn er hatte an dem Projekt eines kleinen elektronischen Computers bei der Firma Olivetti 1961 in Italien teilgenommen. Bei Intel entwickelte Faggin eine neue Designmethode mit Silizium-Gate-Technik, die für den 4004 und weitere frühe Mikroprozessoren von Intel (8008, 4040, 8080) angewendet wurde. Masatoshi Shima kam von Busicom, assistierte Faggin während der Entwicklung des Projektes und schrieb die Software für den Busicom Calculator. Faggin gründete 1974 Zilog, die erste Firma, die sich ausschließlich des Mikroprozessors annahm, und kreierte die Architektur des Z80. Shima schloss sich Zilog an und entwickelte den Z80 unter Faggins Leitung.

Die 4004-Entwickler anlässlich eines Empfangs im Computer History Museum 2009
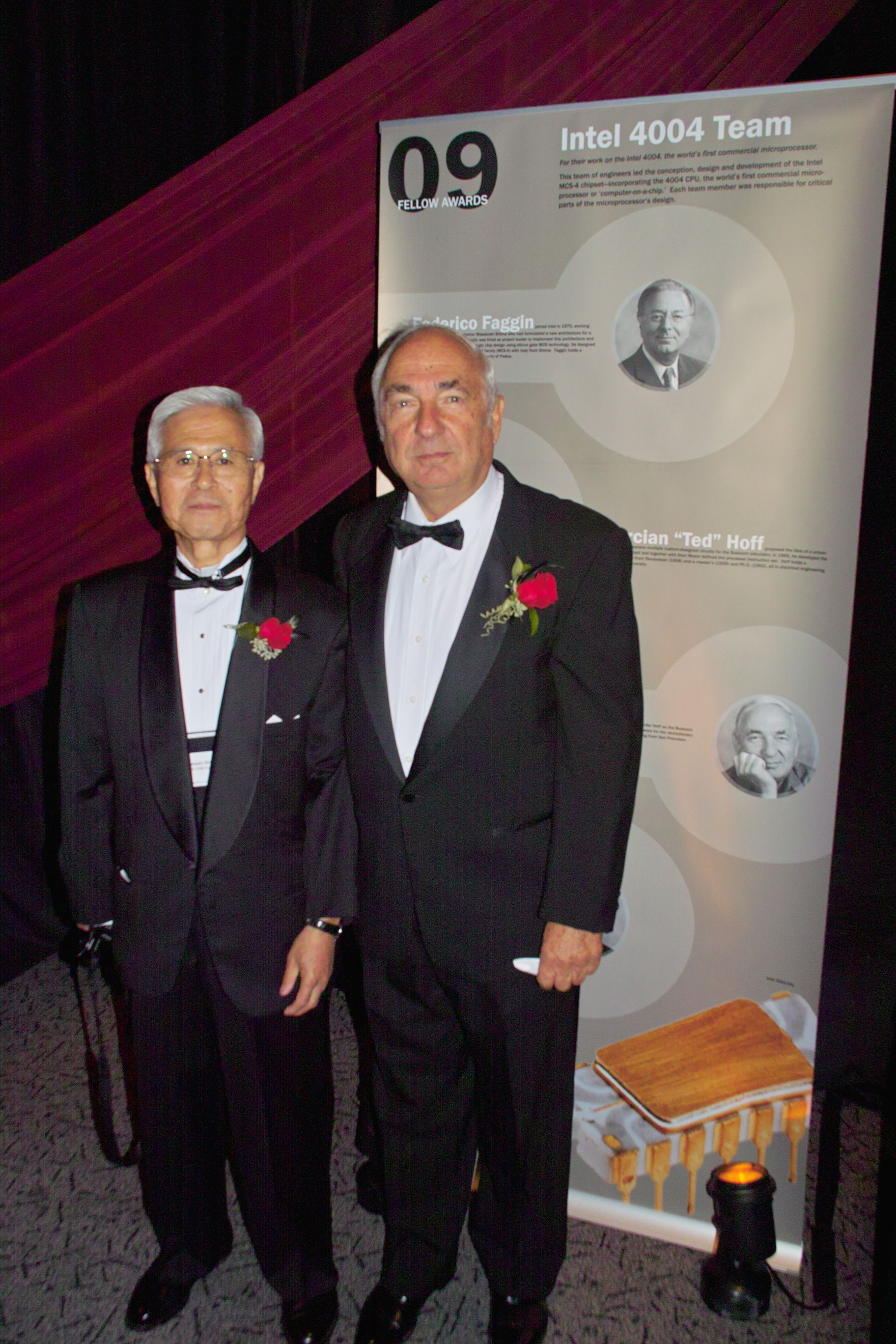
Masatoshi Shima (links) und Stan Mazor (rechts)
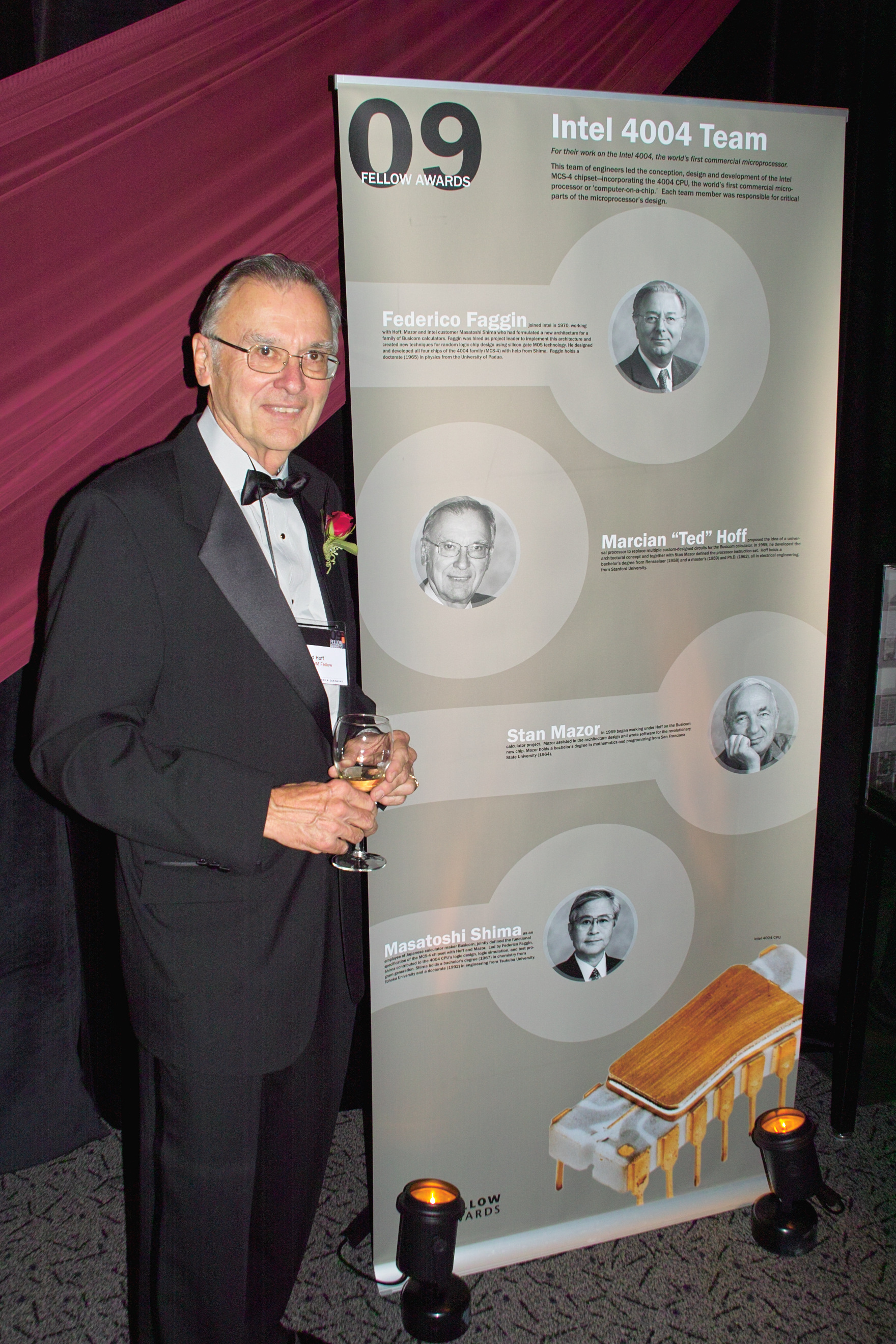
Ted Hoff (Marcian E. Hoff Jr.)
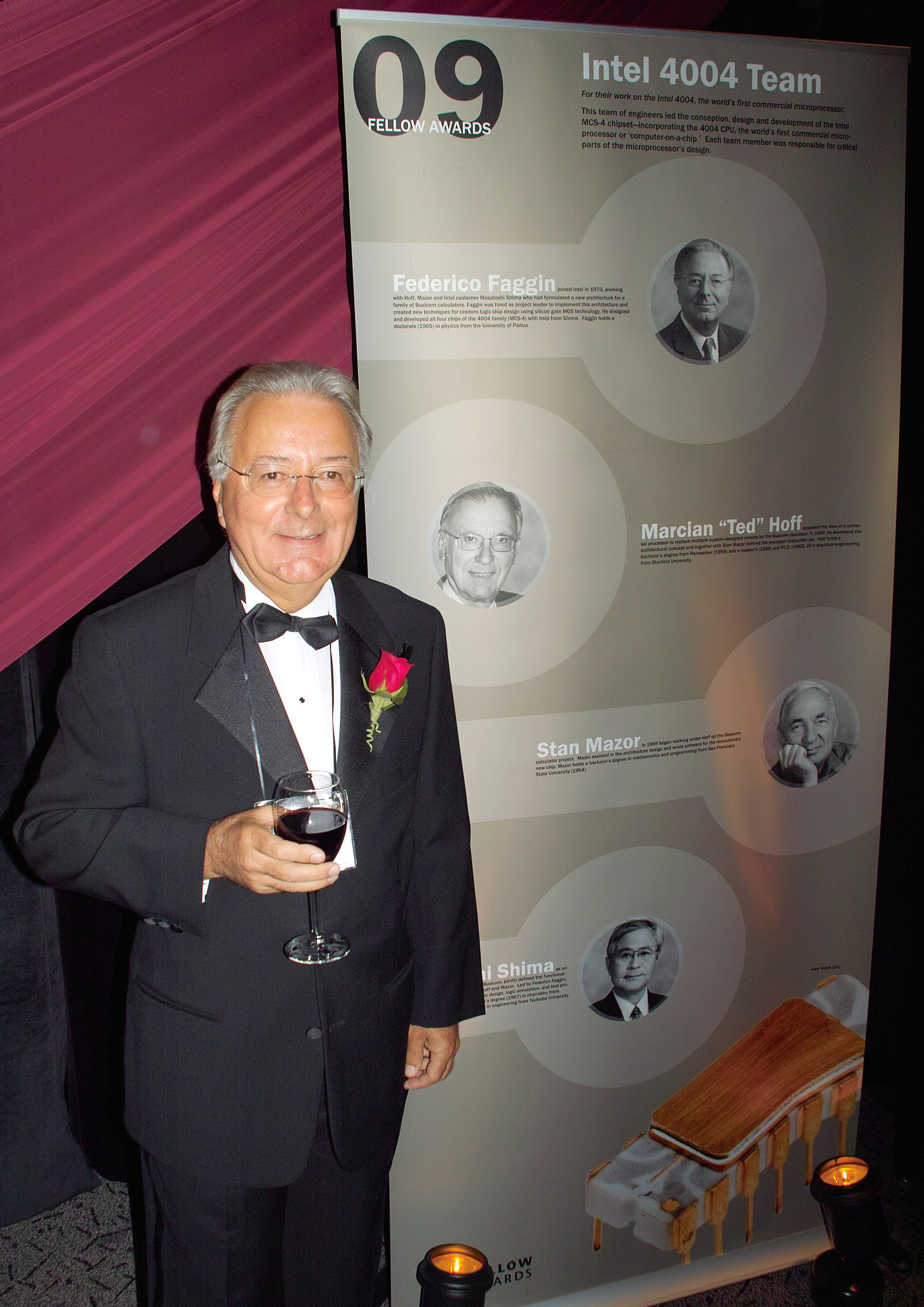
Federico Faggin

## Eigenschaften

Intel 4004: Pin-Belegung

Das Design basierte auf den Erfahrungen mit anderen CPUs jener Zeit und sah zunächst vier einzelne Bausteine vor:
- 4001: ein 2048-Bit-ROM (adressiert in 256 8-Bit-Befehle) mit einem 4-Bit-Ausgabeport
- 4002: 80×4-Bit-RAM-Datenspeicher mit einem 4-Bit-I/O-Port; der RAM-Bereich des Chips ist in vier Registern zu 20×4 Bit organisiert:
  - 16 Datenwörter (im ursprünglichen Taschenrechnerentwurf für die Ziffernanzeige der Mantisse)
  - 4 Statuswörter (im ursprünglichen Taschenrechnerentwurf für die Ziffernanzeige des Exponenten und für die Vorzeichen)
- 4003: I/O-Erweiterungs-Chip, bestehend aus einem statischen Schieberegister
- 4004: die eigentliche CPU

Obwohl der Datenbus des Intel 4004 nur 4 Bit breit war, betrug die Befehlsbreite 8 Bit. Der Prozessor hatte 16 Register mit 4 Bit (oder 8 mit 8 Bit) sowie einen CALL- und einen RET-Befehl für Unterprogrammaufrufe, mit einem Stack von bis zu vier Rücksprungadressen.
Intel kaufte später die Rechte am Design des Intel 4004 für 60.000 US-Dollar von Busicom zurück, was sich noch als genialer Schachzug erweisen sollte. 1974 wurde der 4040 produziert, der 14 zusätzliche Befehle, 8 Rücksprungadressen und einen größeren Adressraum (8 KBit) bot.
Seit Jahren hält sich das Gerücht, dass der i4004 in den Raumsonden Pioneer 10 und Pioneer 11 eingesetzt wurde. Das war aber nie der Fall. Der technische Entwurf der Raumsonden wurde im Februar 1969 festgelegt und verwendete nur bis zu diesem Zeitpunkt verfügbare Teile. Der Intel 4004 wurde aber erst 4 Monate vor dem Start von Pioneer 10 entwickelt.
Zum 35. Jahrestag des 4004 wurde im November 2006 in Santa Clara die Ausstellung „Intel Museum“ nahe der Firmenzentrale eröffnet. Intel hat im Zuge dessen einen 4004 aus 2300 diskret aufgebauten Transistoren im Maßstab 130:1 nachgebaut. Das voll funktionsfähige Modell verarbeitet zur Demonstration Programme aus dem Jahre 1971.

## Technische Daten
- Herstellung: anfangs 2"-Wafer, später 3"-Wafer, 5 Layer
- Technik: PMOS
- Strukturbreite: 10 µm
- Anzahl Transistoren: 2300[5]
- Taktfrequenz: 500 bis 740 kHz
- Zyklen pro Instruktion: 8
- Daten-Adressraum (Harvard-Architektur): 5120 Bit
- Anzahl Befehle: 46
- Bauform: 16 Pin Dual in-line package (DIP)

Der Vertrieb startete am 15. November 1971. Das Design wurde im Jahre 1974 durch den Intel 4040 ersetzt. Der Prozessor wurde noch bis 1981 produziert. Die Schaltpläne wurden am 15. November 2006 – 35 Jahre nach der Produktveröffentlichung durch Intel – für den nichtkommerziellen Einsatz freigegeben.

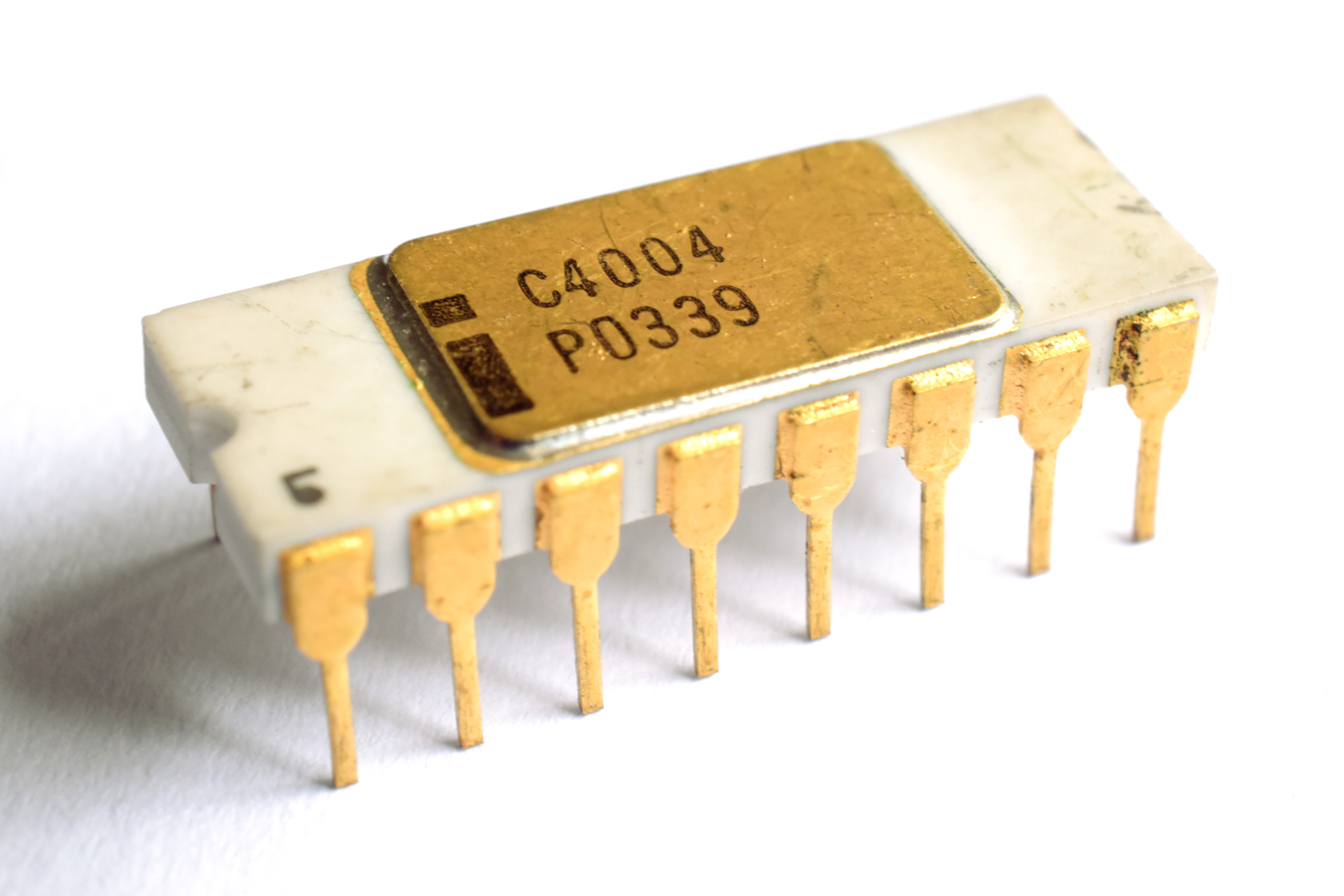
Intel C4004 in weißer Keramik ohne Leiterbahnen
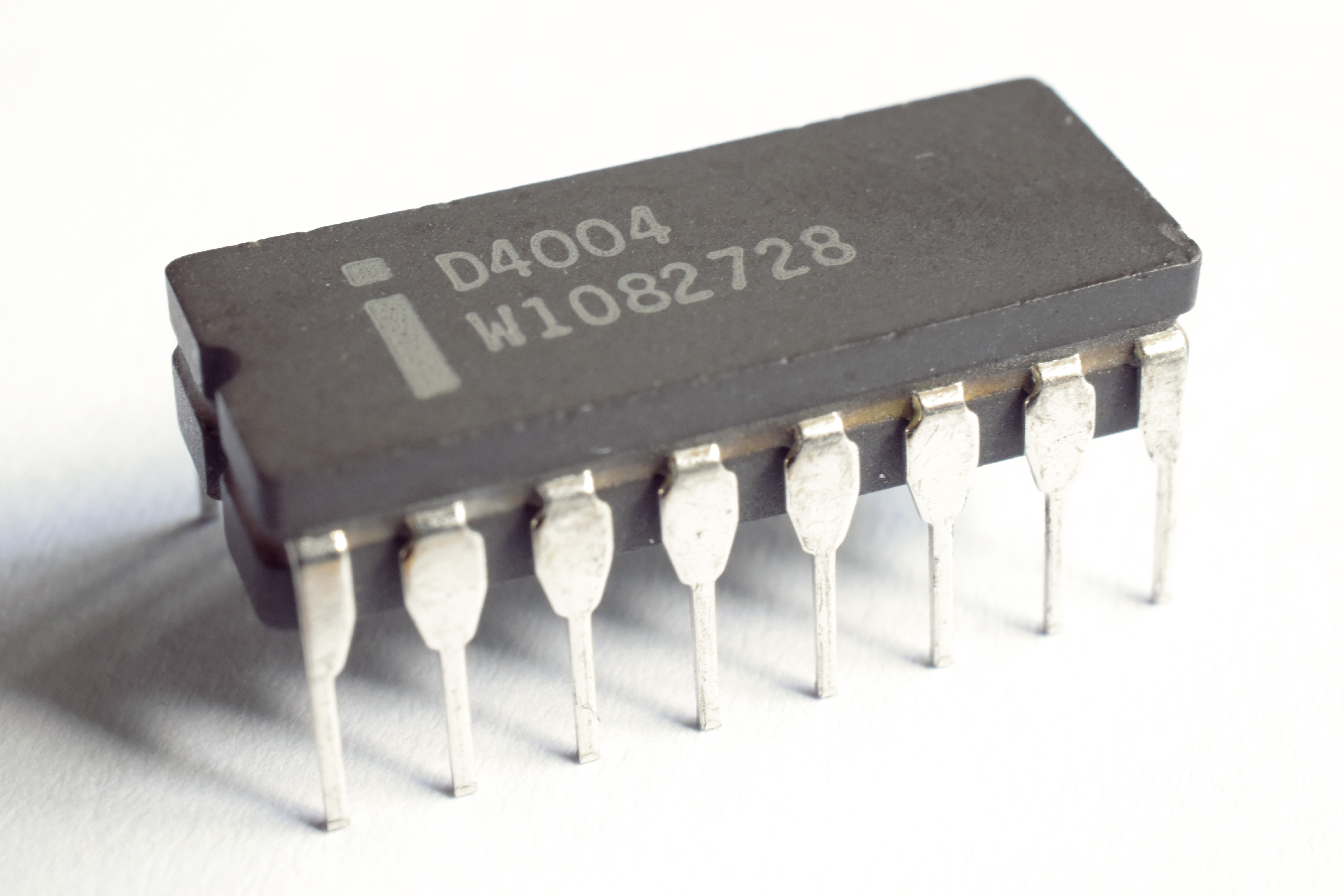
Intel D4004 in grauer Keramik
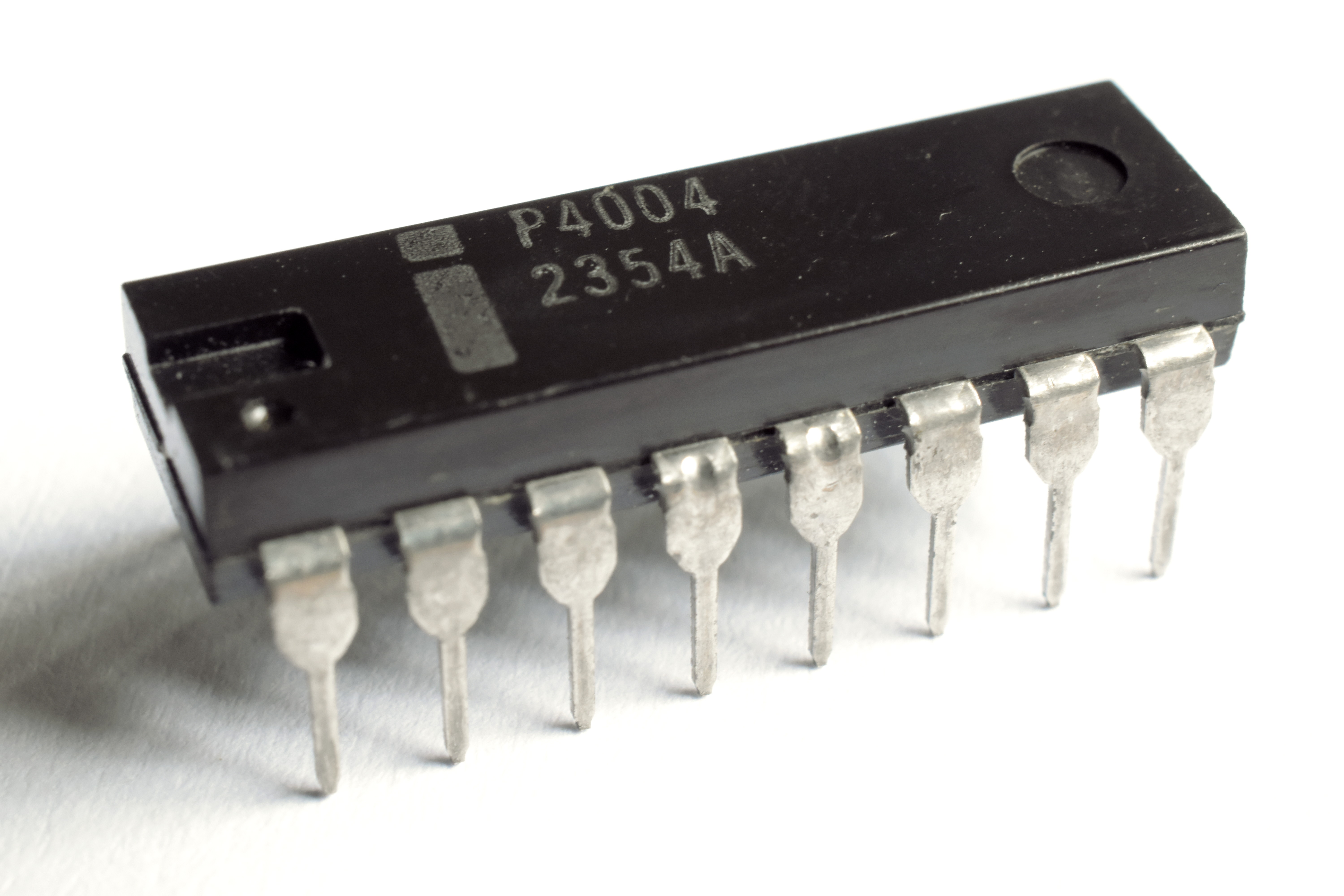
Intel P4004 in schwarzem Kunststoff

## Trivia
Am 12. Dezember 2011 erschien der 4004 zu Robert Noyce’ 84. Geburtstag als Google Doodle.